# Нижняя (Красноборский район)
Нижняя — деревня в Красноборском районе Архангельской области. Входит в состав Верхнеуфтюгского сельского поселения.

## География
Находится в юго-восточной части Архангельской области на расстоянии приблизительно 14 км на запад-юго-запад по прямой от административного центра поселения деревни Верхняя Уфтюга на левобережье реки Уфтюга.

## История
Упоминалась ещё в 1670 году как Нижной Успенский погост. В 1859 году здесь (Нижнеуфтюгский Троицкий погост Сольвычегодского уезда Вологодской губернии) было учтено 5 дворов. Имеется разрушенная Троицкая церковь. С 1620 по 1880 годы также находилась здесь деревянная Успенская церковь.

## Население
Численность населения: 9 человек (1670 год), 17 (1859), 2 (русские 100 %) в 2002 году, 0 в 2010.